# 일제 헤스
 일제 헤스(혼전성 프뢸(Pröhl), 독일어: Ilse Hess, 1900년 6월 22일 ~ 1995년 9월 7일)는 루돌프 헤스의 아내였다. 제2차 세계 대전 후에 그녀는 유명한 작가가 되었다.

## 가족
일제 프뢸은 민족주의적 보수주의 가정에서 태어났다. 그녀는 부유한 의사이자 의사인 프리드리히 프뢸과 그의 아내인 엘자 마인케의 세 딸 중 하나였다. 그녀의 아버지는 제1차 세계 대전 중 1917년 5월에 사망했다. 그녀의 어머니는 브레멘 미술관의 관장인 예술가 카를 호른과 결혼했다.

## 루돌프 헤스와의 관계
일제는 1920년 4월 뮌헨에서 루돌프 헤스를 만났다. 그녀는 뮌헨 대학교에서 공부한 최초의 여성들 중 한 명이었다. 1921년에는 처음으로 나치당에 입당했으며 1925년에는 당원번호 25,071번으로 재가입했다. 그녀는 처음부터 루돌프 헤스에게 끌렸다고 느꼈지만, 헤스는 관계를 맺기를 꺼렸다. 일세는 부유한 여성들 사이를 여행하는 것을 좋아하는 아돌프 히틀러에게 헤스를 소개했다. 히틀러는 마침내 1927년 12월 20일 뮌헨에서 결혼식을 올렸다. 히틀러는 또한 1937년 11월 18일에 태어난 외아들 볼프 뤼디거 헤스의 대부였다. 루돌프 헤스가 스코틀랜드로 간 후, 일제는 힌델랑에 살기 위해 아들과 함께 뮌헨을 떠났다.

## 전쟁 이후
1947년 6월 3일, 뉘른베르크 재판에서 사형당한 전범들의 아내들과 마찬가지로 일제 헤스는 체포되어 아우크스부르크 괴징겐의 수용소로 이송되었다. 1948년 3월 24일 석방되어 알제우에 정착하여 1955년에 연금을 개설했다.
일제 헤스는 확신에 찬 국가사회주의자였다. 그녀가 죽을 때까지 그녀는 히틀러와 그의 견해에 충실했고, 전쟁 후에도 슈틸레 힐페를 지지했다. 그녀의 1952년 책인 England – Nürnberg – Spandau. Ein Schicksal in Briefen은 극우파 드루펠-베를라그에 의해 출판되었다. 그녀는 특히 히틀러를 계속 존경했던 비니프레트 바그너와 서신 왕래를 유지했다.

### 참고 문헌
- Ein Schicksal in Briefen. Leoni am Starnberger See: Druffel-Verlag, 1971 (more than 40 editions).
- Antwort aus Zelle 7. Leoni am Starnberger See: Druffel-Verlag, 1967.
- England – Nürnberg – Spandau. Leoni am Starnberger See: Druffel-Verlag, 1967.
- Gefangener des Friedens – Neue Briefe aus Spandau. Leoni am Starnberger See: Druffel-Verlag, 1955.